# Upadek (opowiadanie)
Upadek (ang. Come Tumbling Down) – amerykańskie opowiadanie fantasy autorstwa Seanan McGuire. Jest piątym utworem z cyklu Zbłąkane Dzieci i trzecim, który skupia się na bliźniaczkach Wolcott. W opowiadaniu uczniowie szkoły muszą wyruszyć, aby uratować Wrzosowiska, mroczny świat pełen wampirów, szalonych naukowców i wilkołaków. Premiera opowiadania miała miejsce 7 stycznia 2020. Polskie wydanie ukazało się 19 lipca 2024 nakładem wydawnictwa Mag, w tłumaczeniu Anny Reszki. Opowiadanie zostało opublikowane wraz z kolejnym tekstem z cyklu – Przez zielone pola.

## Fabuła
Akcja rozpoczyna się w Szkole dla Zbłąkanych Dzieci Eleanor West. Gdy piorun uderza w piwnicę, pojawiają się w niej drzwi, z których wychodzi nastoletnia dziewczyna niosąca inną na rękach. Wkrótce dzieci odkrywają, że ranna osoba to Jack Wolcott, dawna koleżanka ze szkoły, a nosząca ją dziewczyna to jej ukochana: Alexis pochodząca z Wrzosowisk. Wkrótce okazuje się, że siostra bliźniaczka Jack, czyli Jill, postanowiła zemścić się na Jack po tym, jak ta wcześniej zabiła ją w opowiadaniu Każde serce to wrota. Jack wprawdzie przywróciła siostrę do życia, jednak to wiązało się z tym, że jej ciało nie mogło już przemienić się w wampira. Dlatego też Jill wymyśliła plan, który doprowadził do zamiany ciał z siostrą. Jack chce więc odzyskać swoją własną powłokę, nie chcąc dopuścić do przemiany jej w wampira, a także dlatego, że jej obsesyjno-kompulsywne zaburzenie nie pozwala jej na normalne funkcjonowanie, gdy przebywa w ciele Jill. 
W nadziei na powrót dziewczyn do ich prawowitych ciał i uratowanie Wrzosowisk przez zniszczeniem, grupa wyrusza w podróż do innego świata.

## Bohaterowie
- Alexis Chopper – ukochana Jack z Wrzosowisk
- Christopher Flores – uczeń, który dawniej zamieszkiwał świat szkieletów o nazwie Mariposa, nim przybył do szkoły Eleanor West
- Cora Miller – uczennica, która dawniej zamieszkiwała podwodny świat jako syrena
- Jack Wolcott – siostra bliźniaczka Jill, która na Wrzosowiskach była uczennicą szalonego naukowca, Bleaka
- Jill Wolcott – siostra bliźniaczka Jack, która była wybraną córką Pana, wampirzego władcy na Wrzosowiskach
- Kade Bronson – uczeń, który dawniej mieszkał w świecie pełnym goblinów i wróżek
- Onishi Sumi – dawniej współlokatorka Nancy, która zamieszkiwała cukrowy świat nonsensu, a w pierwszym opowiadaniu została zamordowana przez Jill

## Nagrody
| Rok  | Nagroda                                 | Wynik     | Źródło |
| 2021 | Nagroda Hugo za najlepsze opowiadanie   | Nominacja | [ 2 ]  |
| 2021 | Nagroda Locusa za najlepsze opowiadanie | Nominacja | [ 3 ]  |